# Positionsstol
Positionsstol är en typ av stol där ryggstödet går att ställa in i olika lutningslägen, positioner. Positionsstolen är vanligen avsedd för utomhusbruk.